# Constantin Christescu
Constantin Christescu (Pădureşti, 2 dicembre 1866 – Bucarest, 9 maggio 1923) è stato un generale rumeno, e considerato il fondatore della Scuola di Stato Maggiore dell'Esercito Romeno. Ricoprì per tre volte la carica di Capo di stato maggiore generale dell'Esercito Rumento (2 dicembre 1913-1 aprile 1914, 1 aprile-28 ottobre 1918, 1 aprile 1920-8 maggio 1923.

## Biografia
Nacque a Pădureşti, nel distretto di Arges, il 2 dicembre 1866. Frequentò dapprima il ginnasio di Piteşti, poi la Scuola per figli di militari di Craiova (capoclasse nel 1885), e la Scuola per ufficiali di fanteria e cavalleria di Bucarest, dove si diplomò nel 1887 come primo della sua classe, insignito del grado di sottotenente. Successivamente si laureò all'École Polytechnique di Parigi nel 1890, venendo promosso tenente il 1 marzo di quell'anno,  alla Scuola di artiglieria e di applicazione dell'ingegneria di Fontainebleau nel 1892 e all'École Supérieure de la Guerre di Parigi nel 1894, ricevendo la promozione a capitano il 10 maggio dello stesso anno. Promosso maggiore il 10 maggio 1902 e tenente colonnello il 1 ottobre 1907. Divenne colonnello il 10 maggio 1910, assumendo l'incarico di professore associato, e poi professore ordinario, presso la Scuola di guerra. Tra il 1910 e il 1912 fu Comandante della Scuola Superiore di Guerra, e divenne Capo di Stato Maggiore Generale il 2 dicembre 1913. Promosso generale di brigata il 14 marzo 1914. lasciò l'incarico di Capo di stato maggiore dell'esercito il 1 aprile 1914. Nel 1913 contribuì in modo significativo allo sviluppo dei piani operativi dell'esercito rumeno, sulla base dei quali l'esercito serbo alleato ottenne una grande vittoria contro l'esercito bulgaro nella seconda guerra balcanica. Sotto la sua guida venne elaborato il piano di campagna dell'esercito rumeno per il 1916, denominato "Ipotesi Z".
Con l'inizio della campagna di Romania tra l'agosto e il settembre 1916 fu Capo di stato maggiore della 2ª Armata. Nel settembre 1916 ricopriva l'incarico di Capo di stato maggiore della 3ª Armata  e del Gruppo d'armate del generale Alexandru Averescu.
Tra il novembre e il dicembre 1916 fu comandante dell'esercito rumeno del Nord, e tra il dicembre 1916 e il luglio 1917 ricoprì l'incarico di Vice Capo di Stato Maggiore Generale. Diede un contributo importante allo sviluppo del Piano di campagna per il 1917. Lavorò allo sviluppo del piano per il rientro dell'esercito rumeno nella guerra contro gli Imperi centrali e alla preparazione della seconda mobilitazione dell'esercito rumeno.
Tra il 1917 e il 1918 fu Ispettore dei centri di reclutamento in Moldavia. Promosso maggiore generale nel 1917, nel luglio di quell'anno assunse il comando della 1ª Armata durante la preparazione della grande battaglia di Mărăşeşti contro la IX. Armee. L'offensiva tedesca iniziò il 24 luglio con un sostenuto bombardamento di artiglieria. Nonostante il fallimento delle grandi unità russe che si rifiutarono di combattere e si ritirarono, la 1ª Armata insieme alle rimanenti truppe della 4ª Armata russa reagì. Egli si assunse il difficile compito di ricostituire la linea del fronte attraverso combattimenti feroci, supportati da un forte sbarramento di artiglieria, e il 6 agosto l'attacco tedesco fu da considerarsi respinto. Continuò a guidare la 1ª Armata Mărășești fino all'11 agosto, quando gli successe il generale Eremia Grigorescu.
Venne promosso tenente generale nel corso del 1918, e, dopo che la Romania fu costretta a firmare un trattato di pace provvisorio con le potenze centrali a Buftea il 5 marzo 1918, prestò servizio per la seconda volta come Capo di stato maggiore generale dal 1° aprile al 28 ottobre 1918. Quando il primo ministro Alexandru Marghiloman, che sosteneva la neutralità, fu costretto a dimettersi alla fine della prima guerra mondiale, egli dovette lasciare nuovamente il suo incarico di Capo di stato maggiore generale.
Tra l'aprile 1920 e il maggio 1923 ricoprì nuovamente, per la terza volta, l'incarico di Capo di stato maggiore generale. Coordinò il processo di ripristino del sistema militare nazionale della Grande Romania e sotto la sua guida, nel 1923, fu redatta la "Legge sull'organizzazione dell'esercito" (approvata dal Parlamento nel 1924). Morì a Bucarest il 9 maggio 1923.
Sebbene avesse dato un contributo importante alle vittorie dell'esercito rumeno nel 1917, a causa di disaccordi con i suoi contemporanei, in particolare con la famiglia del generale Eremia Grigorescu, gli fu rifiutata la sepoltura nel mausoleo di Mărăşeşti. Le spoglie del generale C. Christescu riposano ancora nel cimitero civile Bellu di Bucarest.

## Pubblicazioni
- Conferințe asupra tacticei generale făcute de Colonelul C. Cristescu, Tipografia Școalei Superioare de Răsboiu, București, 1912.
- Elemente de tactica generala. Rezumatul conferințelor ținute de Colonelul C. Christescu, Litografia Școalei Superioare de Răsboiu, București, 1911-1912.
- Strategie și Tactică, București, 1905.
- Tactica generală. Conferințe ținute în anul II-lea, de Maiorul Christescu C-tin, Profesorul cursului, Tipografia Școalei Superioare de Răsboiu, București, 1905.
- Tactica generală. Curs profesat de Locot. Colonel Cristescu Constantin, Tipografia Școalei Superioare de Răsboiu, București, 1909.